# Fåran
Fåran är ett naturreservat i Örebro kommun i Örebro län.
Området är naturskyddat sedan 1976 och är 11 hektar stort. Reservatet omfattar två öar med en sandrevel emellan i Hjälmaren sydväst om Vinön Öarna/reservatet består av sandstränder och öppen tallskog. 